# John Mills
Lewis Ernest Watts Mills CBE (Suffolk, 22 de fevereiro de 1908 — Denham, 23 de abril de 2005) foi um ator britânico nascido na Inglaterra. Participou em mais de 120 filmes durante uma longa carreira de 70 anos.

## Biografia
Nascido em 22 de fevereiro de 1908, em Felixstowe, Suffolk, Mills mudou-se para Londres na adolescência, quando iniciou sua longeva carreira artística. Foi vencedor do prêmio de melhor ator no Festival de Veneza em 1960, por Tunes of Glory (1960), e do Oscar e do Globo de Ouro de melhor ator coadjuvante em 1971, por Ryan's Daughter (1970).
Outros filmes em que participou foram Adeus, Mr. Chips (1939), In Which We Serve (1942), We Dive at Dawn (1943), This Happy Breed (1944), Great Expectations (1946), Hobson's Choice (1954), The End of the Affair (1955), War and Peace (1956), Swiss Family Robinson (1960), The Parent Trap (1961), The Chalk Garden (1964), Operation Crossbow (1965), Oh! What a Lovely War (1969), Young Winston (1972), The 'Human' Factor (1975), The Big Sleep (1978), Gandhi (1982) Sahara (1983), Who's That Girl? (1987), Deadly Advice (1993), Hamlet (1996), Bean (1997) e Bright Young Things (2003), entre outros.

## Vida pessoal
Foi pai de Juliet Mills e Hayley Mills, ambas atrizes, e de Jonathan Mills. Foi condecorado com a Ordem do Império Britânico em 1960 e sagrado cavaleiro pela Rainha Elizabeth II em 1976. Em 2001 casou-se na igreja com a escritora Mary Hayley Bells, com quem havia se casado no civil 60 anos antes.

## Morte
Mills morreu em sua casa, em Denham, na Inglaterra, aos 97 anos, em 23 de abril de 2005. Ele já enfrentava problemas de saúde nos últimos anos, perdendo a visão e tendo passado por uma infecção respiratória.